# فابریتزیو گوئیدی
فابریتزیو گوئیدی (زاده ۱۳ آوریل ۱۹۷۲ در پونتدرا، استان پیزا) رکابزن حرفه‌ای سابق ایتالیایی است که در رشته دوچرخه‌سواری جاده فعالیت می‌کرد. او توانست از آغاز فعالیت حرفه‌ای خود در سال ۱۹۹۵ در بیش از ۴۰ مسابقه پیروز شود. از جمله برندهٔ دو مرحلهٔ جیرو دیتالیا و سه مرحلهٔ ووئلتا اسپانیا شد. همچنین برندهٔ رده‌بندی امتیازی جیرو در سال ۱۹۹۶ و رده‌بندی امتیازی ووئلتا در سال ۱۹۹۸ شد. گیدی در سال ۲۰۰۷ بازنشسته شد.